# Бобяну
Бобяну (рум. Bobeanu) — село у повіті Долж в Румунії. Входить до складу комуни Дреготешть.
Село розташоване на відстані 161 км на захід від Бухареста, 21 км на схід від Крайови.

## Населення
За даними перепису населення 2002 року у селі проживали 74 особи, усі — румуни. Усі жителі села рідною мовою назвали румунську.